# اروین فوکسبیشلر
اروین فوکسبیشلر (آلمانی: Erwin Fuchsbichler; ۲۷ مارس ۱۹۵۲) بازیکن فوتبال اهل اتریش بود.
از باشگاه‌هایی که در آن بازی کرده‌است می‌توان به باشگاه فوتبال راپید وین اشاره کرد.
وی همچنین در تیم ملی فوتبال اتریش بازی کرده‌است.